# لي روي ميرفي
لي روي ميرفي (بالإنجليزية: Lee Roy Murphy)‏ (16 يوليو 1958 بشيكاغو في الولايات المتحدة - ) هو ملاكم أمريكي.

## إحصائيات
خاض خلال مسيرته 34 نزالا، فاز في 30 ولم يتعادل وخسر في 4. فاز بالضربة القاضية في 23 نزالا.

## روابط خارجية
- لي روي ميرفي على موقع بوكس ريك (الإنجليزية) (registration required)